# Achaemenidische invasie van de Indusvallei
De Achaemenidische invasie van de Indusvallei was de verovering van het gebied rond de Indus door de Achaemeniden. Dit begon met invallen van Cyrus de Grote (559-530 v.Chr.) die zo het grootste rijk stichtte dat de wereld tot dan toe had gezien, van de Indus in het oosten tot Anatolië in het westen en eindigde in 327-325 v.Chr. met de Indische campagne van Alexander de Grote.

## Aanloop
Rond 800-600 v.Chr., aan het einde van de vedische tijd, hadden zich in het noorden van India kleine staatjes gevormd, de janapada's. Rond 600 v.Chr. waren veel van deze stamverbanden uitgegroeid tot zeker zestien mahajanapada's, waarvan de meesten zich in het Gangesbekken bevonden langs de uttarapatha, de noordelijke handelsroute. De dakshinapatha verbond deze staatjes met het zuiden. In het kerngebied waren de mahajanapada's vooral koninkrijkjes – soms kiesmonarchieën, soms erfelijke monarchieën – en gana-sangha's, tribale oligarchieën. In het noordwesten lagen de mahajanapada's Kamboja en Gandhara met Pushkalavati, Taxila en Kapisi als belangrijke steden.
In 559 v.Chr. volgde Cyrus zijn vader Cambyses I op als vorst van de Perzen, als vazal van de Meden. Cyrus kwam echter tegen zijn leenheer Astyages in opstand en wist deze te verslaan, zodat hij in 550 v.Chr. koning van Meden en Perzen werd. Daarmee beheerste hij ongeveer het huidige Iran en het oosten van Turkije, maar dit was slechts het begin van zijn vele veroveringen. Lydië en Ionië volgden en werden satrapieën, kort daarop gevolgd door Babylon. 

## Oostelijke campagne van Cyrus de Grote
Strabo noemde in zijn Geographika XV 1:5 het verhaal van Nearchos die stelde dat Cyrus een expeditie tegen India had geleid, maar moest vluchten met nog slechts zeven man in zijn gevolg, terwijl de mythische koningin Semiramis eerder met twintig man om zou hebben moeten keren. Mogelijk was dit verhaal bedoeld om Alexander de Grote te paaien bij de moeilijke tocht die hem te wachten stond door Bactrië en de Indische campagne nadat Cyrus de Grote daarin zou hebben gefaald. Onduidelijk is dan ook of Cyrus inderdaad richting de Indus optrok, maar volgens Megasthenes was Cyrus in ieder geval niet de Indus overgestoken. 
Een betrouwbaardere verwijzing is die van Plinius de Oudere in zijn Naturalis historia XXIII, waarin hij verhaalt over Capissa (Kapisi) in Arachosië dat vernietigd werd door Cyrus. Hoewel er niet meer over bekend is, wist hij hiermee mogelijk Gandara onder zijn beheer te krijgen. Volgens de Behistuninscriptie was Gandara in ieder geval een van de gebieden die Darius erfde.
Na de dood van Cyrus werd Cambyses II koning, maar deze richtte zich vooral op Egypte dat hij met de Slag bij Pelusium in 525 v.Chr. wist te veroveren. Het bestuur in het oosten zal onder zijn jongere broer Bardiya (Smerdis) zijn gevallen en na de dood van Cambyses viel het hele rijk aan hem.

## Darius I
In 521 v.Chr. pleegde Darius I echter een coup onder het voorwendsel dat de nieuwe koning een pseudo-Smerdis was. De oostelijke provincies kwamen in opstand onder ene Vahyazdata die zich als Smerdis zou hebben voorgedaan, maar werden verslagen door de satraap Vivana van Arachosië, die Darius steunde.

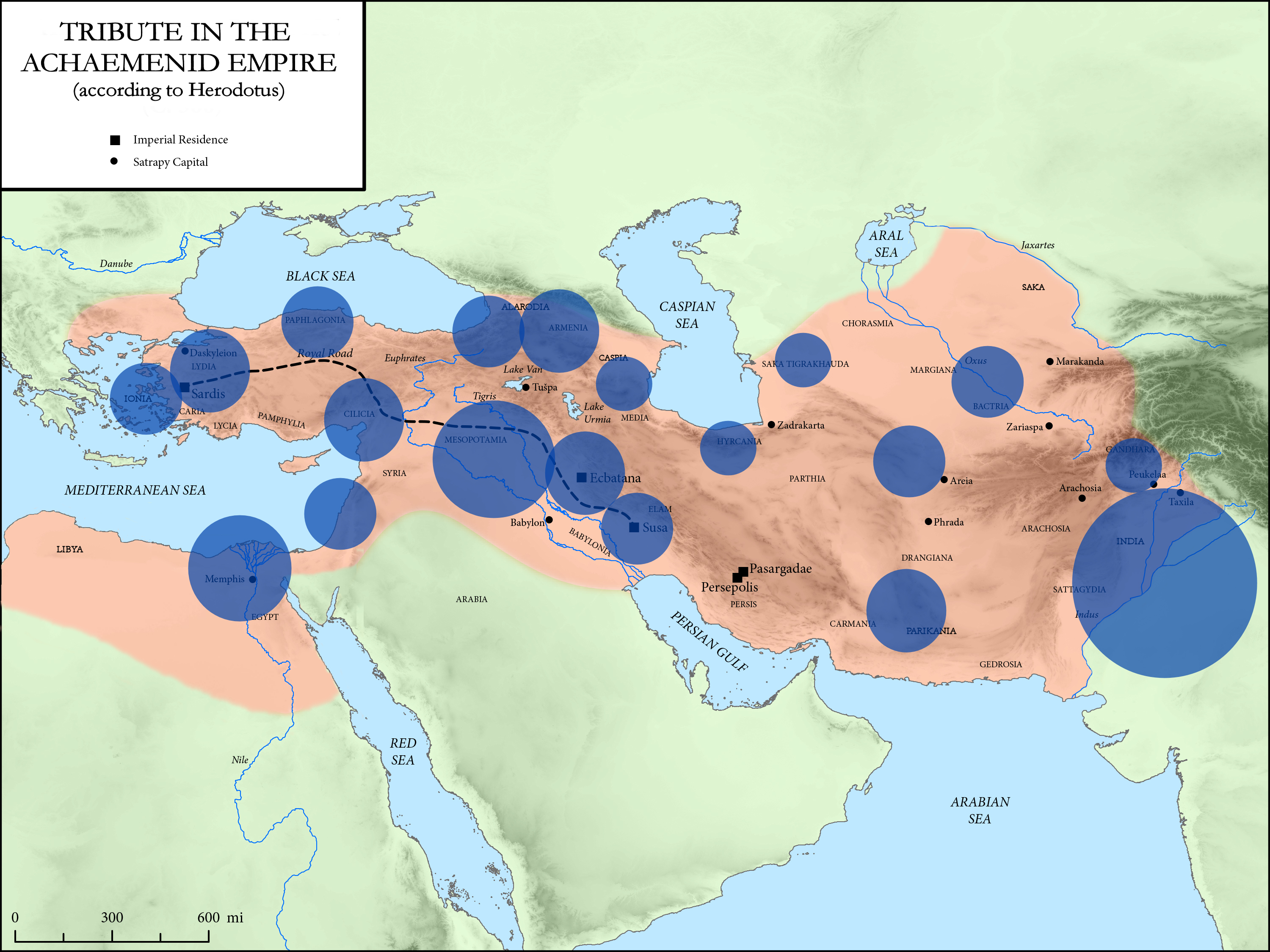
Het jaarlijkse tribuut aan de Achaemeniden per satrapie volgens Herodotus

Nadat hij in 517 v.Chr. Egypte opnieuw had onderworpen, richtte Darius zich op zijn oostelijke satrapieën. Volgens Herodotus zond hij Scylax van Caryanda vanuit Caspatyrus de Indus af, waarna deze 30 maanden later in Egypte aankwam. Caspatyrus is geen bekende naam, maar waarschijnlijk verschrijving van Pesjawar, zodat Scylax waarschijnlijk via de rivier Kabul naar de Indus is gevaren. Na deze verkenningstocht trok Darius in 515 v.Chr. richting wat Herodotus Indos noemde en maakte dit tot de twintigste satrapie van het Perzische Rijk. Het was de dichtstbevolktse satrapie en volgens de gegevens van Herodotus uit de tijd van Artaxerxes I (465-424 v.Chr.) droeg Indos dan ook met 360 talenten aan goudstof het meeste tribuut af, bijna een derde van alle inkomsten van het rijk. 
Verschillende inscripties, zoals het standbeeld van Darius I, vermelden Hindush, Gandhara en Sattagydië als satrapieën. De Behistuninscriptie noemt Sattagydië, Gadara, Harauvati en Maka als Indische satrapieën. De inscriptie vermeldt Sattagydië als een van de satrapieën waar een opstand was neergeslagen nadat Darius naar Babylon was getrokken om Nidintu-Bel te verslaan. De zevende satrapie bestond volgens Herodotus uit Sattagydië, Gandhara, Dadikië en Aparytië, zodat een belangrijk deel van het noordwesten van Zuid-Azië onder het Perzische Rijk viel. Deze gebieden bleven zo'n twee eeuwen lang Perzisch.

## Invloed

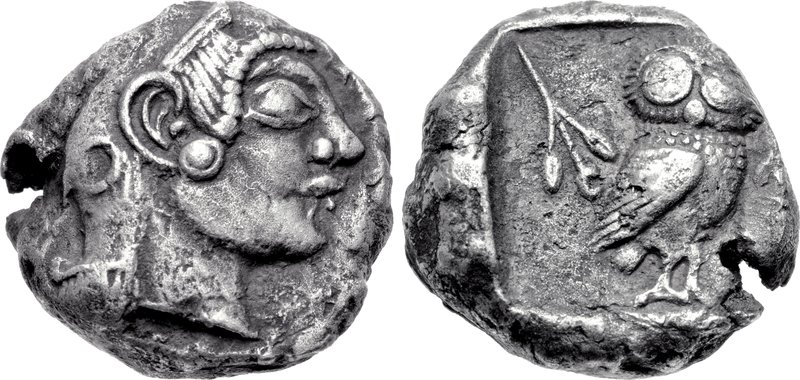
Atheense munt uit het begin van de vijfde eeuw v.Chr. gevonden in Pushkalavati

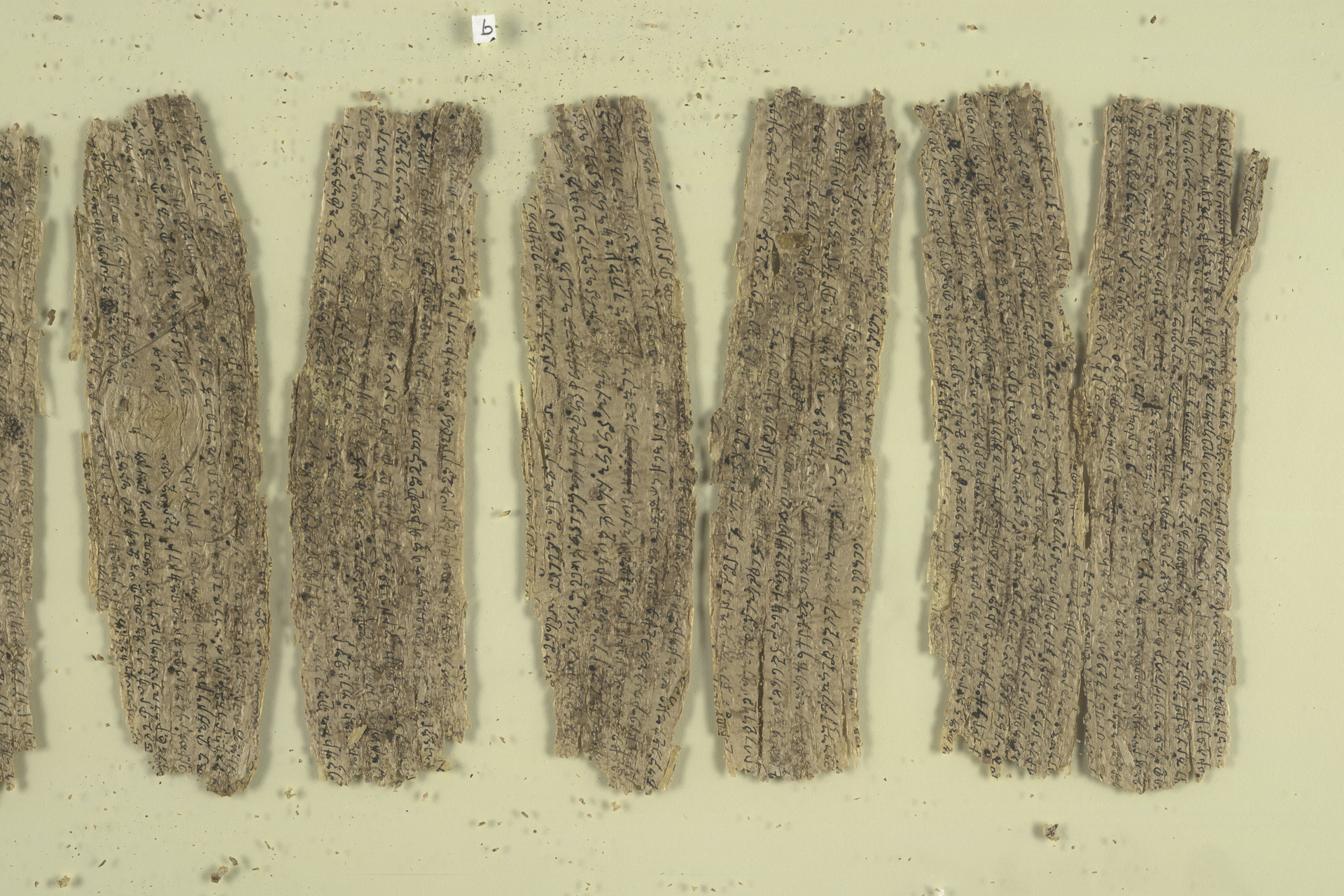
De Gandhāran-boeddhistische teksten zijn berkenbastteksten in het Kharosthischrift en de oudste boeddhistische geschriften

Het is niet duidelijk of voor al deze gebieden ook een satraap werd aangesteld. Alexander de Grote trof hyparchen aan, lokale heersers die mogelijk onder satrapen van nabijgelegen satrapieën vielen, maar dat kan ook het gevolg zijn van de afbrokkelende macht van de opvolgers van Darius. Waarschijnlijk fungeerde Taxila met zijn universiteit als een hoofdstad. Mogelijk leefde Panini hier, wat hem een Perzisch onderdaan zou hebben gemaakt, al blijkt dat niet uit zijn werk.
In de kleitableten uit het Persepolis Fortification Archive zijn de nodige toestemmingen te vinden voor reizen vanuit Indos naar onder meer Susa. De oostelijke satrapieën worden ook genoemd in de Hal van de 100 Zuilen. Indische troepen maakten deel uit van het leger van Xerxes I tijdens de Slag bij Thermopylae in 480 v.Chr., waarmee dit de eerste Indische troepen waren die in Europa vochten. De Perzische invloed bracht ook Achaemenidische en Griekse munten naar India die van invloed zullen zijn geweest op het ontstaan van lokale munten. Het zal ook de Babylonische astronomie bekend hebben gemaakt in India. Het Rijksaramees met het Aramees alfabet dat in het rijk van Darius werd gebruikt voor administratieve doeleinden, leidde tot het invoeren van het Kharosthischrift.
Zowel de Perzische als de Griekse invasie hadden grote invloed op de Indische beschaving. Het politieke systeem van de Perzen werd overgenomen door de Maurya's. In Gandhara konden door de invasies uit het westen Indische, Perzische, Centraal-Aziatische en Griekse invloeden samensmelten waarbij het Greco-boeddhisme ontstond, een belangrijke culturele stroming binnen het mahayana-boeddhisme die tot de 5e eeuw n.Chr. zou blijven bestaan.

## Einde
Na de Indische deelname aan de Perzische oorlogen werd er nog maar weinig over Indos geschreven, afgezien van Ctesias, die echter vooral zijn fantasie lijkt te hebben gebruikt. Aanwijzingen zijn beperkt tot vondsten van munten in Mir Zakah en Chaman Huzuri. Gaandeweg lijkt de Perzische macht echter afgebrokkeld te zijn.
Tussen 334 en 330 v.Chr. wist Alexander de Grote het Achaemenidenrijk te veroveren en riep zichzelf na de dood van Darius III uit tot diens opvolger. Hij beschouwde het gehele Perzische Rijk dan ook als zijn rechtmatige eigendom, waaronder dus ook Indos. Darius was gedood door Bessos, diens satraap in Bactrië, en deze riep zichzelf als Artaxerxes V ook uit tot erfgenaam van Darius. De achtervolging van Bessos bracht Alexander in Centraal-Azië, waar hij Bessos in 329 v.Chr. wist te achterhalen en te executeren. Alexander trok daarna verder naar de Punjab waar hij Ambhi van Taxila, door de Grieken Taxiles genoemd, als bondgenoot vond tijdens zijn Indische campagne.